# 加里·奥多诺万
加里·奥多诺万（英語：Gary O'Donovan，1992年12月30日—），爱尔兰男子赛艇运动员。他曾代表爱尔兰参加2016年夏季奥林匹克运动会赛艇比赛，获得男子轻量级双人双桨银牌。

## 家庭
弟弟保罗·奥多诺万。